# Afogado

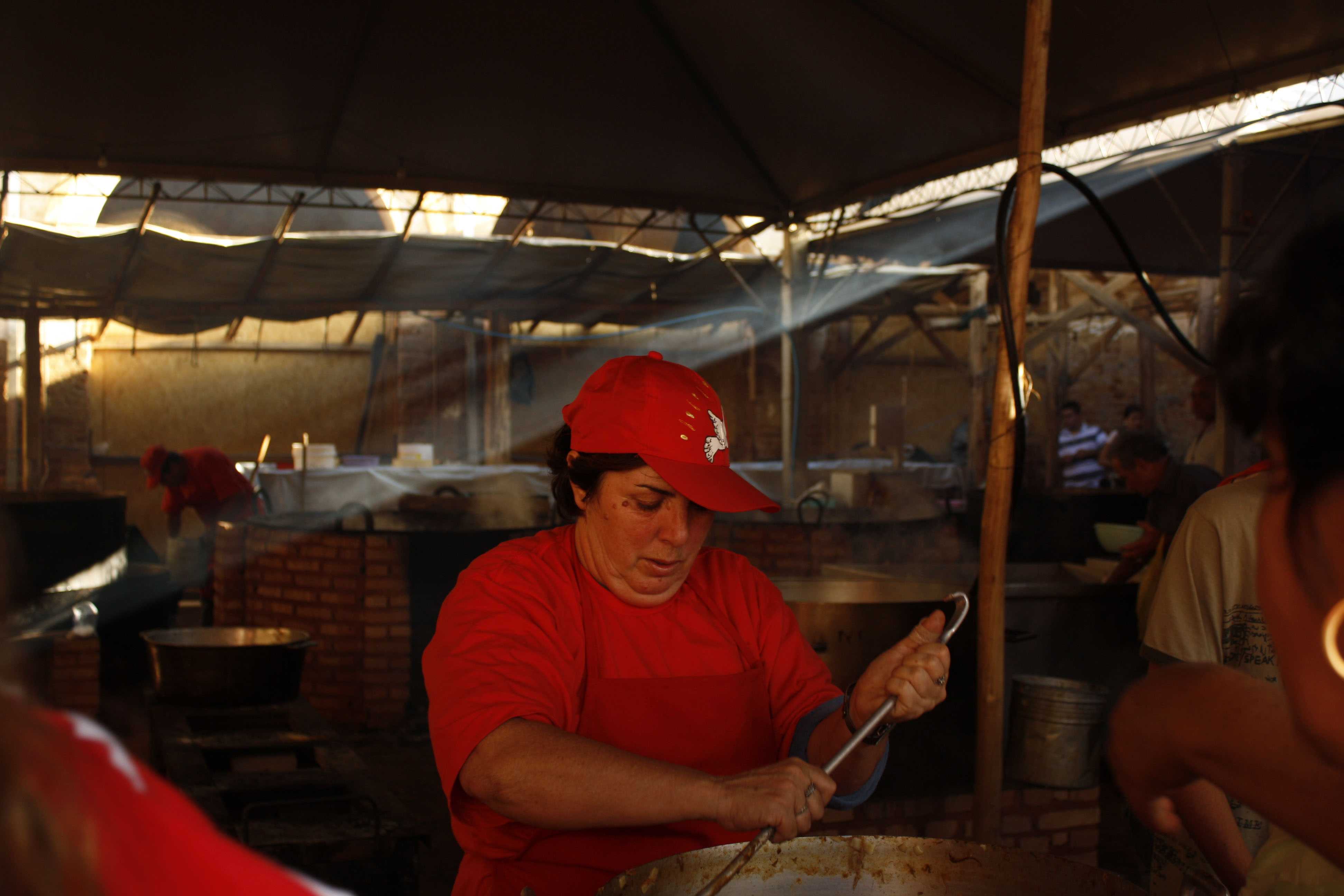
Preparação do Afogado na Festa do Divino, em São Luiz do Paraitinga

Afogado é um prato da culinária brasileira de origem paulista. É um ensopado de carne de vaca, servido com farinha de mandioca, típico da comida caipira com receita originária do Vale do Paraíba. É muito difundido pela região e também pelo litoral de norte e sul de São Paulo. A cidade de São Luiz do Paraitinga (SP), durante as Festas do Divino, tem a tradição de preparar o prato desde o século XIX. Mogi das Cruzes, na Grande São Paulo, também segue a tradição. Ambas cidades são as maiores referências sobre essa cultura culinária.
Foi uns dos alimentos dos tropeiros na busca da saga do ouro nas Minas Gerais.
Preparado em grandes quantidades e servido nas Festas Religiosas em diversas cidades, seja nas Quermesses ou nas Festas do Divino, Corpus Christi, Romaria Fluvial pelo rio Paraíba do Sul e outras.